# Province de Tolède
La province de Tolède (en espagnol : Provincia de Toledo) est une des cinq provinces de la communauté autonome de Castille-La Manche, dans le centre de l'Espagne. Sa capitale est la ville de Tolède.

## Géographie
Située dans l'ouest de la communauté autonome, la province de Tolède couvre une superficie de 15 370 km2.
Elle est bordée au nord par la province d'Ávila (communauté autonome de Castille-et-León) et la communauté de Madrid, à l'est par la province de Cuenca, au sud par la province de Ciudad Real et à l'ouest par les provinces de Badajoz et de Cáceres (communauté autonome d'Estrémadure).

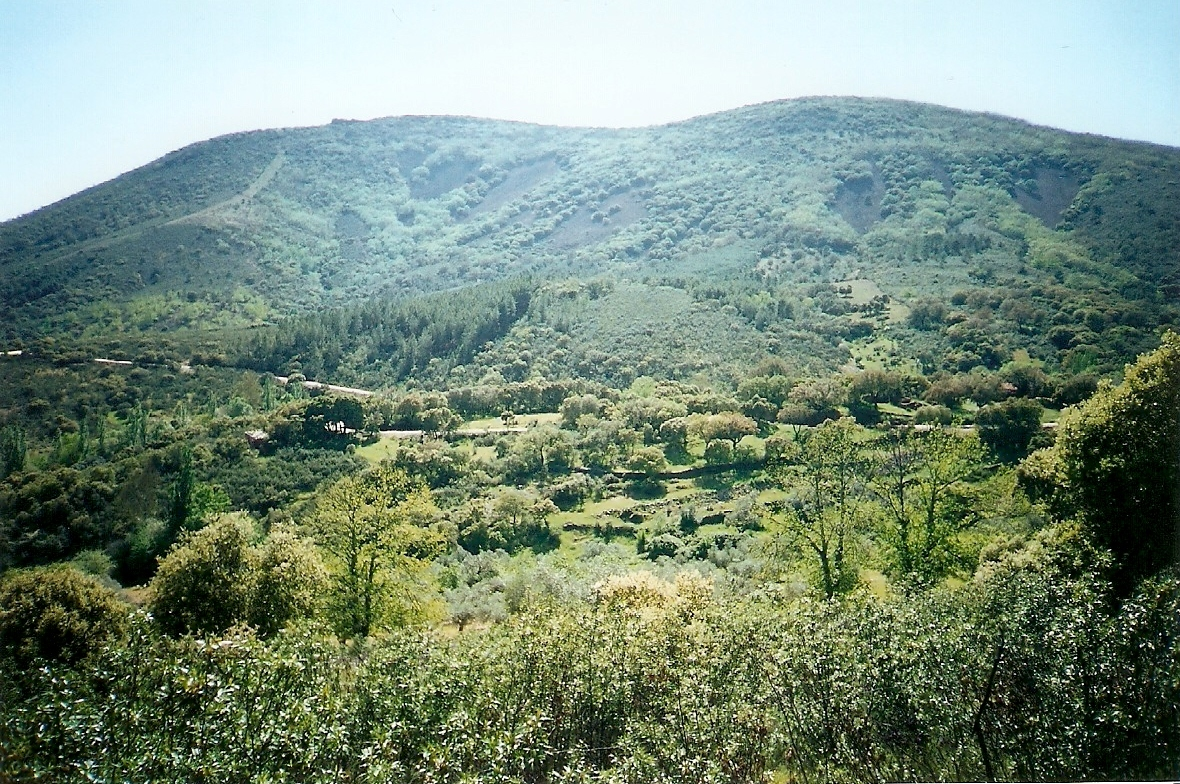
Paysage et végétation du Montes de Toledo.
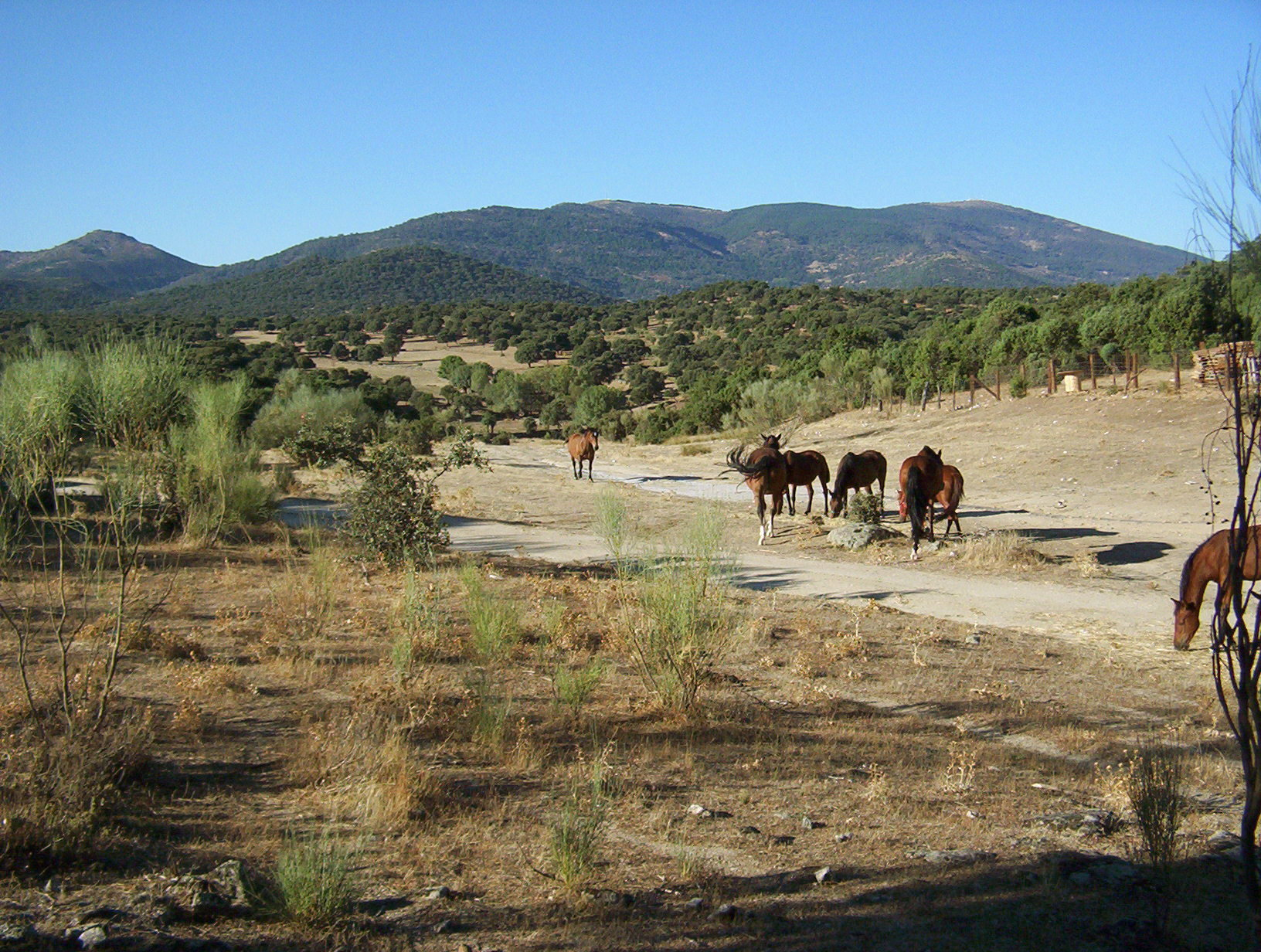
Paysage de la Sierra de San Vicente.
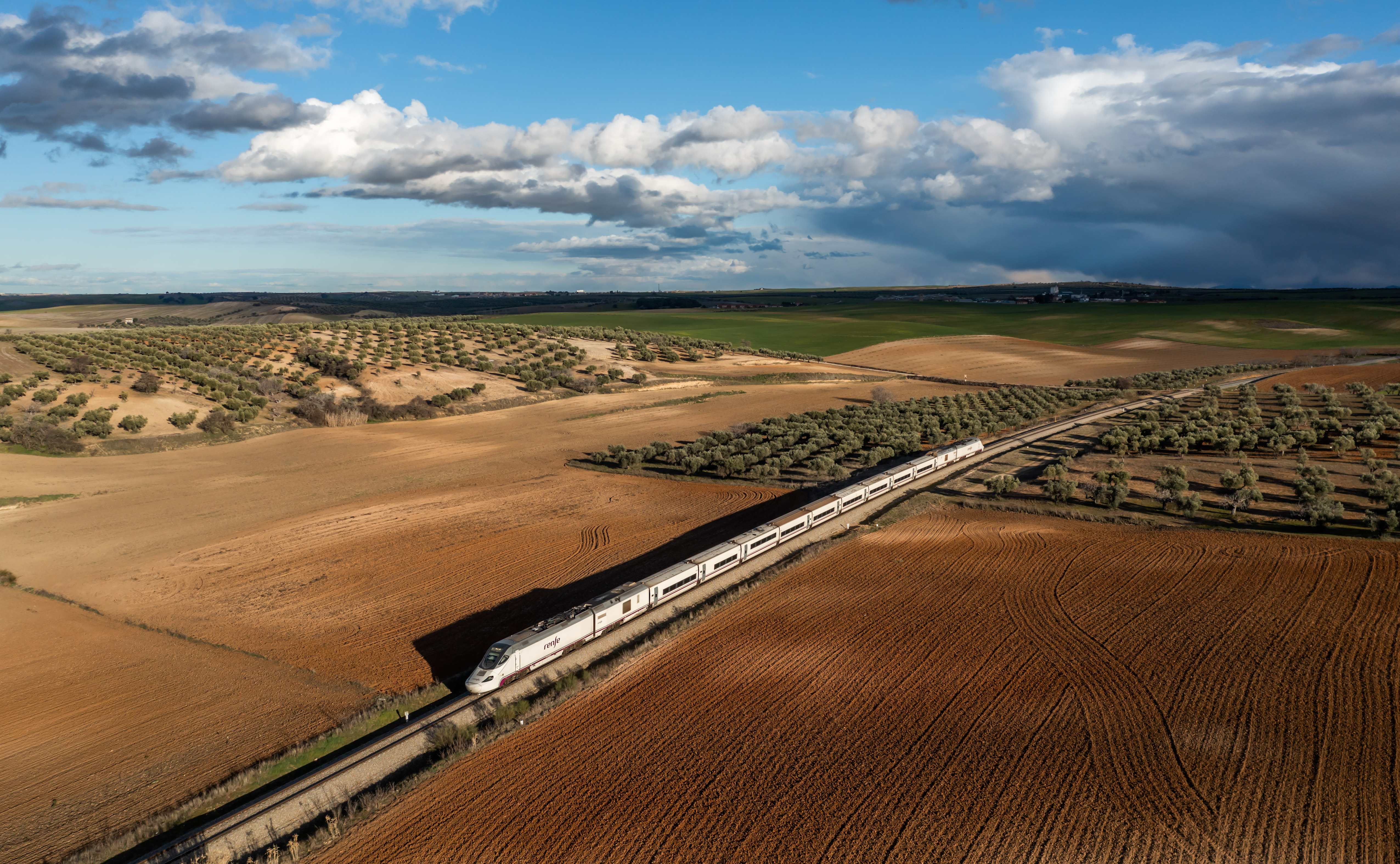
Le train Renfe série S-730 de la ligne LGV Lisbonne-Madrid entre Erustes et Montearagón dans la province de Tolède. Février 2023.

## Subdivisions
La province de Tolède est subdivisée en dix comarques et 204 communes.